# Divizia A 1914-15
A temporada 1914-15 é a 6ª edição da Divizia A que começou em 1914 e terminou em 1915. O Româno-Americana Ploieşti foi o campeão conquistando pela 1ª vez o título nacional.

## Classificação
| Pos | Equipe                    | J  | V | E | D | GP | GC | S   | Pts |
| --- | ------------------------- | -- | - | - | - | -- | -- | --- | --- |
| 1   | Româno-Americana Ploieşti | 10 | 8 | 2 | 0 | 31 | 4  | +27 | 18  |
| 2   | Prahova Ploieşti          | 10 | 7 | 3 | 0 | 50 | 12 | +38 | 17  |
| 3   | Colentina AC Bucureşti    | 10 | 5 | 1 | 4 | 15 | 15 | 0   | 11  |
| 4   | Bukarest FC               | 10 | 4 | 0 | 6 | 20 | 29 | -9  | 8   |
| 5   | Colţea Bucureşti          | 10 | 2 | 0 | 8 | 5  | 35 | -30 | 4   |
| 6   | Oltenia Craiova           | 10 | 1 | 0 | 9 | 6  | 32 | -26 | 2   |

## Campeão
| Divizia A 1914-15                     |
| ------------------------------------- |
| Româno-Americana Ploieşti (1º título) |